# Trichesthes cartaginesa
Trichesthes cartaginesa är en skalbaggsart som beskrevs av Moron 2001. Trichesthes cartaginesa ingår i släktet Trichesthes och familjen Melolonthidae. Inga underarter finns listade i Catalogue of Life.